# Lepa Smoje
Ana Leposava Smoje, djevojački Čatipović, (Zadar, 20. veljače 1920. – Split, 9. ožujka 2016.), bila je hrvatska plesna koreografkinja i supruga Miljenka Smoje, često nazivana i zaštitnim znakom grada Splita. Preminula je u Splitu u svom stanu na Dražancu u 97. godini života. Pokopana je u Žrnovnici.

## Osobni život
Godine 1944. u splitskoj Lenjingradskoj ulici, nedaleko od svoje kuće, srela je dvije godine mlađega Miljenka Smoju. Upoznao ih je zajednički prijatelj Frane Lentić. U to je vrijeme iza sebe imala propali brak sa židovskim trgovcem Karlom Gleicherom, u kojemu se 1942. godine rodila kći Renata. Za vrijeme Drugoga svjetskog rata odvođena je na strijeljanje.
Za Miljenka Smoju udala se 10. travnja 1963. godine u matičnom uredu u Žrnovnici (gdje su i pokopani, kao i njezine majka i kći, koja je preminula od teške bolesti). Kada je upoznala Smoju, imala je 24 godine, a on 21. U braku su proveli 51 godinu. Bez supruga je ostala 1995. godine i od tada je živjela sama. U medijima se često navodi da je bila Smojina muza i njegov spiritus movens. Preživjela je dva karcinoma, a godine 2010. pretrpjela je i moždani udar nakon čega je hospitalizirana u Kliničkom bolničkom centru Split.
Knjigu o suživotu sa Smojom opisala je u knjizi "Ona" (nadimak kojim je Smoje zvao Lepu) koju je objavila u 88. godini života. Također je o svom životu s Miljenkom opisala u dokumentarcu Željka Rogošića i Darka Halapije "Libar Miljenka Smoje" 2012., otkrivši mnoge detalje o njegovom privatnom životu, radu i odnosu sa suprugom Lepom.
Desetljećima je vodila splitski plesni studio Mozaik u kojemu su svoje plesne korake naučili brojni poznati i manje poznati Splićani. Kao svoj najveći životni uspjeh znala je navoditi da je taj što je Smoju natjerala pisati.

## Ostalo
- "Libar Miljenka Smoje oli ča je život vengo fantažija" kao suradnica dokumentarnog serijala (2012.)